# إدريسا كابور
إدريسا كابور (مواليد 9 أغسطس 1977) هو ملاكم بوركيني، مثّل بلاده في الألعاب الأولمبية الصيفية 1996.

## روابط خارجية
إدريسا كابور على موقع أوليمبيديا (الإنجليزية)